# 삼무사건
삼무사건(일본어: 三無事件 산무지켄[*])는 1961년(쇼와 36년) 12월 12일 일본에서 일어난 쿠데타 미수 사건이다.
구일본군 예비역 장교들이 획책한 사건으로서 파괴활동 방지법을 적용하여 관련자들에게 유죄 판결이 내려졌다. 사건 당시에는 국사회 사건(国史会事件)이라고 불렸으며, 1970년의 미시마 사건의 선구가 되었다.

## 같이 보기
- 시마나카 사건